# Hortobágyi Krisztina
Hortobágyi Krisztina (Cegléd, 1970. április 20. –) magyar újságíró, politikus, országgyűlési képviselő.

## Életpályája

### Iskolái
1998–2002 között a Wesley János Lelkészképző Főiskola szociálismunkás-képző szakán tanult. 2002-től a Eötvös Loránd Tudományegyetem szociálpolitikai szakán tanult.

### Pályafutása
1991–1992 között a Ceglédi Hírmondó újságírója volt. Ezután az Önkormányzati Ak. Szolnoki Területi Iskolaközpont munkatársa volt. 1992–1994 között könyvelőként tevékenykedett. 2000-től az Egészségügyi, Szociális és Családügyi Minisztérium munkatársa.

### Politikai pályafutása
1989–2000 között a Fidesz tagja volt. 1990–1994 között ceglédi önkormányzati képviselő volt. 1996–2000 között a Fidesz ceglédi elnöke, az országos választmány tagja volt. 1998–2002 között az Egészségügyi és szociális bizottság tagja volt. 1998–2002 között országgyűlési képviselő (Pest megye; 1998–2000: Fidesz; 2000–2001: Független; 2001–2002: MSZP) volt. 2002-ben képviselőjelölt volt.

## Családja
Szülei: Hortobágyi Ernő és Fekete Mária Zsuzsanna. 1993–2000 között Kovács Gábor volt a férje. Két fiuk született: Ádám (1994) és Dávid (1996).